# Список українських мисткинь
Це список мисткинь, народжених в Україні або чия мистецька творчість тісно з нею пов’язана, який ви можете доповнювати.
А Б В Г Ґ Д Е Є Ж З І Ї Й К Л М Н О П Р С Т У Ф Х Ц Ч Ш Щ Ю Я

## A
- Емма Андієвська (нар. 1931), поетеса, живописиця

## B
- Марі Башкирцева (1858–1884), живописиця, скульпторка
- Тетяна Білоконенко (з 1999 року), художниця-фігуристка українського походження, яка зараз перебуває в Ізраїлі
- Катерина Білокур (1900–1961), майстриня народного декоративного живопису
- Серафима Блонська (1870–1947), живописиця
- Валентина Саніна-Шлее (1899–1989), модельєрка

## Г
- Ніна Генке-Меллер (1893–1954), живописиця, дизайнерка, сценографіня
- Вікторія Гресь (1964 р. Н.), модельєрка
- Ольга Гурська (1902–1975), живописиця
- Олеся Гудима (1980 р. Н.), художниця, поетеса, журналістка

## Д
- Дарія Дорош (1943 р. н.), українсько-американська художниця, педагогиня, активістка
- Соня Делоне (1885-1979), українсько-французька живописиця і дизайнерка

## Е
- Олександра Екстер (1882–1949), живописиця, дизайнерка

## Є
- Олена Ємчук (нар. 1970), фотографки, художниця, кінорежисерка

## Ж
- Ірина Жичук (нар. 1985), живописиця

## З
- Наташа Зінько (діє з 2007 року), дизайнерка ювелірних виробів
- Галина Зубченко (1929–2000), живописиця, громадська діячка

## К
- Anna K (1995 р. н.), модельєрка
- Мирослава Кот (1933 р. н.), вишивальниця, вихователька
- Вікторія Ковальчук (нар. 1954), ілюстраторка, дизайнерка, письменниця
- Аліса Ковтунова (1990 р. н.), художниця, дизайнерка

## Л
- Оксана Литвин (1961 р. н.), художниця по текстилю

## М
- Аліса Марголіс (1975 р. н.), живописиця
- Анастасія Маркович (1979 р. н.), живописиця

## Н
- Донія Начшен (1903–1987), ілюстраторка, художниця плакатів

## О
- Катерина Омельчук (1982 р. н.), живописиця
- Хана Орлова (1888–1968), скульпторка

## П
- Аліна Панова (нар. 1961), дизайнерка костюмів
- Анна Петрова (1962 р. н.), живописиця, реставраторка пам’ятників
- Юлія Поліщук (діє з 2009 року), модельєрка
- Тетяна Протчева (1962 р.н.), вишивальниця
- Марія Примаченко (1908–1997), художниця народного мистецтва
- Саша Путря (1977–1989), дитяча художниця

## Р
- Ольга Рапай-Маркиш (1929–2012), керамістка

## С
- Ксенія Симонова (1985 р. н.), художниця, аніматорка піску
- Марина Скугарєва (1962 р. н.), живописиця

## Ч
- Олена Чекан (1946–2013), акторка кіно, сцени та телебачення, сценаристка і редакторка телевізійних програм, політична журналістка, громадська активістка, оглядачка, письменниця, есеїстка, гуманістка і феміністка

## Я
- Тетяна Яблонська (1917–2005), живописиця